# Guitar Rig
Guitar Rig est un logiciel de simulation d'amplificateur et d'effets, développé par la société Native Instruments. 
Principalement destiné aux guitares électriques et aux basses, ce logiciel s'appuie sur la technologie de modélisation - et notamment la modélisation d'amplificateur - pour traiter en temps réel les signaux audio-numériques. Il fonctionne aussi bien en mode autonome qu'en tant qu'extension pour les logiciels de traitement audio-numérique (extension au standard VST/RTAS/AAX/AU).